# Kreacja par
Kreacja par (z łac. creatio ‘tworzenie’), tworzenie par – proces powstania pary cząstka-antycząstka z energii fotonu (lub innego neutralnego bozonu), jest procesem odwrotnym do anihilacji.
Wyróżnia się dwie odmiany kreacji par: trwałą i wirtualną.

## Trwała kreacja cząstek
Jeżeli kreacja pary cząstka-antycząstka jest trwała, to powstałe cząstki istnieją po akcie kreacji dowolnie długo. W procesie takiej kreacji spełniona jest zasada zachowania energii, pędu i inne zasady zachowania. Zdarzenia takie można obserwować w procesach, w których oddziałujące cząstki mają dostatecznie dużą energię, czyli np. w oddziaływaniu promieniowania kosmicznego z cząstkami atmosfery czy w akceleratorach.
Kreacja rzeczywistych par cząstek naładowanych przez rzeczywiste fotony zachodzi pod dwoma warunkami:
- energia fotonu musi być wyższa niż suma mas kreowanych cząstek,
- w procesie uczestniczy dodatkowa cząstka, która przejmie nadmiar pędu, tak by spełnione były zasady zachowania pędu i energii.

Schemat kreacji pary elektron-pozyton

W praktyce kreacja par przez rzeczywiste fotony zachodzi zwykle w silnym zewnętrznym polu elektrycznym, najczęściej w polu jądra atomowego. Jądro (ogólniej źródło zewnętrznego pola elektrycznego) jest wówczas obiektem przejmującym nadmiar pędu. Przekrój czynny na taki proces rośnie szybko z ładunkiem elektrycznym jądra, czyli najłatwiej zachodzi on w ośrodku materialnym zawierającym duże ilości pierwiastków ciężkich, ponieważ przeniesienie energii oraz pędu zachodzi za pośrednictwem pola elektrycznego.
Prawdopodobieństwo zajścia procesu kreacji pary jest proporcjonalne do odwrotności kwadratu masy kreowanych cząstek. Oznacza to, że nawet jeżeli energia początkowa fotonu wystarcza na produkcję cząstek cięższych, zdecydowanie najczęściej produkowane są pary najlżejszych cząstek naładowanych, czyli pary elektron-pozyton. Zjawisko kreacji pary elektron-pozyton przez rzeczywisty foton w ośrodku materialnym bywa nazywane konwersją fotonu.
Minimalna energia fotonu wyrażona jest wzorem:
{\displaystyle E_{\gamma }=h\nu \geqslant 2m_{e}c^{2}+2{\frac {m_{e}^{2}}{m_{j}}}c^{2}\cong 1{,}022\,\mathrm {MeV} }
gdzie:
{\displaystyle E_{\gamma }} – minimalna energia kwantu światła,
{\displaystyle h} – stała Plancka,
{\displaystyle \nu } – częstotliwość kwantu światła,
{\displaystyle m_{e}} – masa elektronu,
{\displaystyle m_{j}} – masa jądra,
{\displaystyle c} – prędkość światła w próżni.
Z racji tego że masa jądra w porównaniu do masy elektronu jest większa o kilka rzędów wielkości to drugi człon równania można w większości teoretycznych rozważań zaniedbać.
Dużo rzadziej następuje kreacja pary w polu elektrycznym elektronu, dzieje się tak ze względu na mniejszy ładunek, oraz rozmiar elektronu w stosunku do jąder atomowych. W takim przypadku wzór na minimalną energię fotonu ma postać:
{\displaystyle E_{\gamma }=h\nu \geqslant 4m_{e}c^{2}.}

## Kreacja cząstek wirtualnych
Zasada nieoznaczoności pozwala na krótkotrwałe pojawienie się energii, która może wystąpić w postaci pary cząstka-antycząstka. Taka wirtualna para cząstek żyje przez czas ograniczony zasadą nieoznaczoności w postaci:
{\displaystyle \Delta t\Delta E\leqslant {\frac {h}{4\pi }},}
gdzie:
{\displaystyle \Delta t} – czas, na jaki pojawia się energia,
{\displaystyle \Delta E} – pojawiająca się energia,
{\displaystyle h} – stała Plancka.
Z powyższego wzoru wynika, że im masywniejsze są wirtualne cząstki, tym krócej żyją. Istnienie wirtualnych cząstek wyjaśnia niektóre zjawiska kwantowe.

## Argumenty przemawiające za istnieniem cząstek wirtualnych
Nie istnieje możliwość bezpośredniej obserwacji powstających par wirtualnych cząstek, jednak istnieją pośrednie dowody zachodzenia tego zjawiska:
- efekt Casimira – przyciąganie dwóch stalowych płyt w próżni związane z rezonansem par,
- czynnik Landego dla elektronu nie jest idealnie równy 2 z powodu oddziaływań z parami cząstka-antycząstka,
- hipotetyczne promieniowanie Hawkinga jest spowodowane kreacją par na horyzoncie zdarzeń czarnej dziury.